# Fogpiszkáló

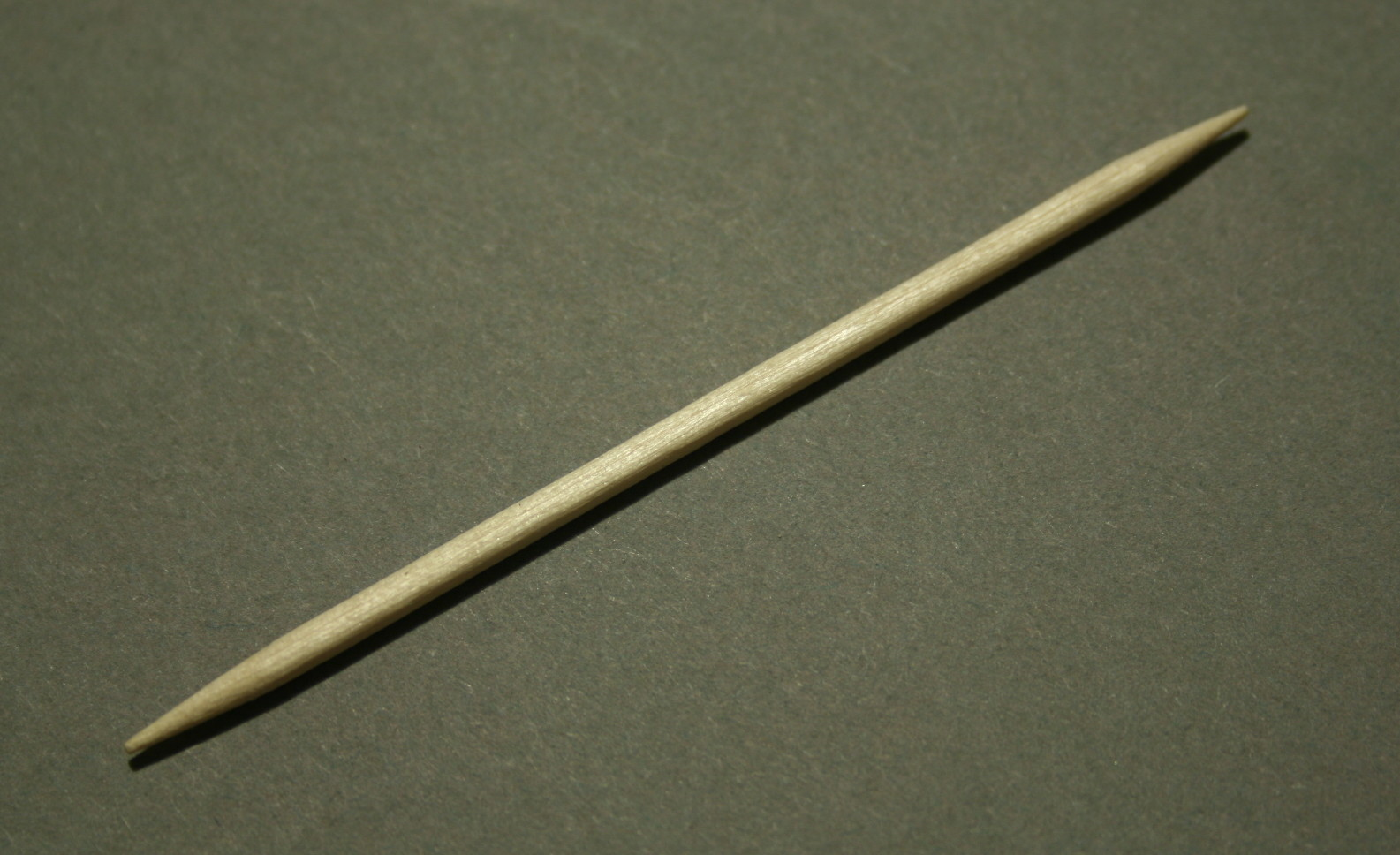
Hegyezett fogpiszkáló

A fogpiszkáló vagy fogvájó egy rövid, fából, műanyagból, bambuszból, fémből, csontból vagy más anyagból készült botocska, amelynek célja ételmaradékok eltávolítása a fogak közül. Általában egy, vagy mindkét vége kihegyezett. Az ételmaradékok eltávolítása mellett koktélokban vagy kis ételfalatkák fogyasztásához is használják. A fa fogpiszkáló leggyakrabban nyírfából készül és ezt követi a bambusz.

## Eredete
A fogpiszkáló a legrégebbi fogtisztító eszköz. Már a neandervölgyi ember és a Homo sapiens koponyáján is találták annak nyomait, hogy fogaikat egy eszközzel piszkálták. A grúziai Dmanisziban 1,8 millió éves csontokra bukkantak, amelyeken a tudósok a szájhigiénia rendbentartása érdekében való eszközhasználatot feltételeznek. 1986-ban Floridában felfedeztek egy 7500 éves amerikai embermaradványt, amelynek kis vájatok voltak zápfogai között. A Floridai Egyetem kutatóinak egyike, David Dickel szerint mivel a fogzománc kemény, az eszközöket rendszeresen kellett hogy használják, hogy azok barázdákat vájjanak bele.
A fogpiszkáló minden kultúrában ismert. A fogkefe felfedezése előtt a fogakat keményebb vagy puhább fadarabok rágásával tisztították. Bronzból készült fogpiszkálókat találtak Észak-Olaszországban és az Alpok keleti részén felfedezett őskori sírhelyekben is. Jól ismerték Mezopotámiában is. Találtak ezüstből készített finom, művészi darabokat is az ókori Róma és Görögország területéről, valamint masztixból is.
A 17. században a fogpiszkáló a ékszerekhez hasonló luxuscikk volt. Értékes fémből készítették és drágakövekkel díszítették őket. Az első fogpiszkáló készítő gépet 1869-ben építette meg Marc Signorello. Egy másikat 1872-ben szabadalmaztatott Silas Noble és J. P. Cooley. Napjainkban a fogak tisztítására inkább a fogselyem és a fogkefe használata kedveltebb.
A fogpiszkálókat használják ünnepi célokra is, illetve ételkóstolásnál is használatos. Ezeket gyakran díszítik műanyag vagy papír fodrokkal, zászlókkal.

## Fordítás
Ez a szócikk részben vagy egészben  a   Toothpick című angol Wikipédia-szócikk ezen változatának fordításán alapul.  Az eredeti cikk szerkesztőit annak laptörténete sorolja fel. Ez a jelzés csupán a megfogalmazás eredetét és a szerzői jogokat jelzi, nem szolgál a cikkben szereplő információk forrásmegjelöléseként.